# Danh sách thành phố Guinée

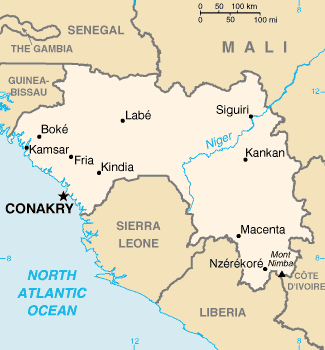
Bản đồ Guinée

Đây danh sách các thành phố và thị trấn ở Guinée.
- Beyla
- Boffa
- Boké
- Conakry (thủ đô)
- Coyah
- Dabola
- Dalaba
- Dinguiraye
- Dubréka
- Faranah
- Forécariah
- Fria
- Gaoual
- Guéckédou
- Kankan
- Kérouané
- Kindia
- Kissidougou
- Koubia
- Koundara
- Kouroussa
- Labé
- Lélouma
- Lola
- Macenta
- Mandiana
- Mali
- Mamou
- Nzérékoré
- Pita
- Siguiri
- Télimélé
- Timbo
- Tougué
- Yomou